# Tygodnik Powszechny
Tygodnik Powszechny je polský katolický týdeník založený v roce 1945 kardinálem Sapiehou. V letech 1945-1953 a 1956-1999 jako jeho šéfredaktor působil Jerzy Turowicz. 
8. března 1953 zakázala komunistická vláda jeho vydávání, protože odmítl zveřejnit oslavný nekrolog Stalina. Vydávání bylo obnoveno v roce 1956.
Časopis se zabývá kulturně-společenskou tematikou, především od začátku 21. století reprezentuje liberálně-levicové křídlo polského katolicismu.
Jeho náklad v roce 2008 dosahoval asi 42 tisíc výtisků, v roce 2013 asi 35 tisíc výtisků, v roce 2022 asi 23 tisíc výtisků.
Šéfredaktorem listu býval kněz Adam Boniecki, MIC, v současnosti (2022) jím je Piotr Mucharski.